# Julian (Kalifornien)
Julian ist ein census-designated place (CDP) im Süden des US-Bundesstaats Kalifornien in der Nähe von San Diego.
In dem Ort lebten laut der Volkszählung von 2020 1768 Einwohner auf einer Fläche von 20,5 km².
Die Berglage Julians zieht viele Touristen an, außerdem ist es für seinen Apfelanbau und die daraus hergestellten „Applepies“ bekannt. Der Ort ist heute eines der historischen Wahrzeichen Kaliforniens (California Historical Landmark). Julian liegt an den California State Routes 78 und 79.